# Adamsville (Québec)
Pour les articles homonymes, voir Adamsville.
Adamsville est un village compris dans le territoire de la ville de Bromont, dans Brome-Missisquoi au Québec (Canada).

## Toponymie

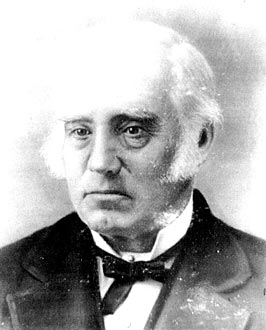
George Adams

Le nom rappelle le souvenir de George Adams, marchand né à Newbury (Vermont) et ayant grandi dans la seigneurie Saint-Armand. Il est le fondateur du village.

## Géographie
Le village est situé à environ 17 km à l'est de Farnham, 14 km au sud de Granby, 11 km à l'ouest du noyau urbain de Bromont (West Shefford) et 10 km au nord de Cowansville. Il est borné au nord-ouest par la municipalité de Saint-Alphonse-de-Granby et à l'ouest par Brigham.
Situé à une altitude de 99 m, il est traversé par la rivière Yamaska.
Ses sols sont plus propices à l'agriculture qu'ailleurs dans les environs. En effet, les sols du village sont principalement composés de loam sableux Rubicon, un podzol humo-ferrique gleyifié.
Sa population est d'environ 1250 habitants en 2021,.

## Histoire
Le canton de Farnham est concédé en octobre 1798, mais le premier habitant ne s'établit dans les environs d'Adamsville que 32 ans plus tard. En effet, en 1830, Jacob Cuyler s'installe sur un lot détenu par Charles L. Powell. Ce dernier construit un moulin à scie sur la rivière. En 1847, George Adams, marchand de Pigeon Hill, acquiert le moulin ainsi que 200 acres (81 ha) de terres. Il érige alors un moulin à farine et opère un magasin. Reuben Goddard érige un second moulin à scie sur la rivière en 1849.
En 1852, un recensement effectué à partir du plan dressé par l'arpenteur Michael Mitchell permet d'établir la population d'Adamsville à environ 100 personnes.

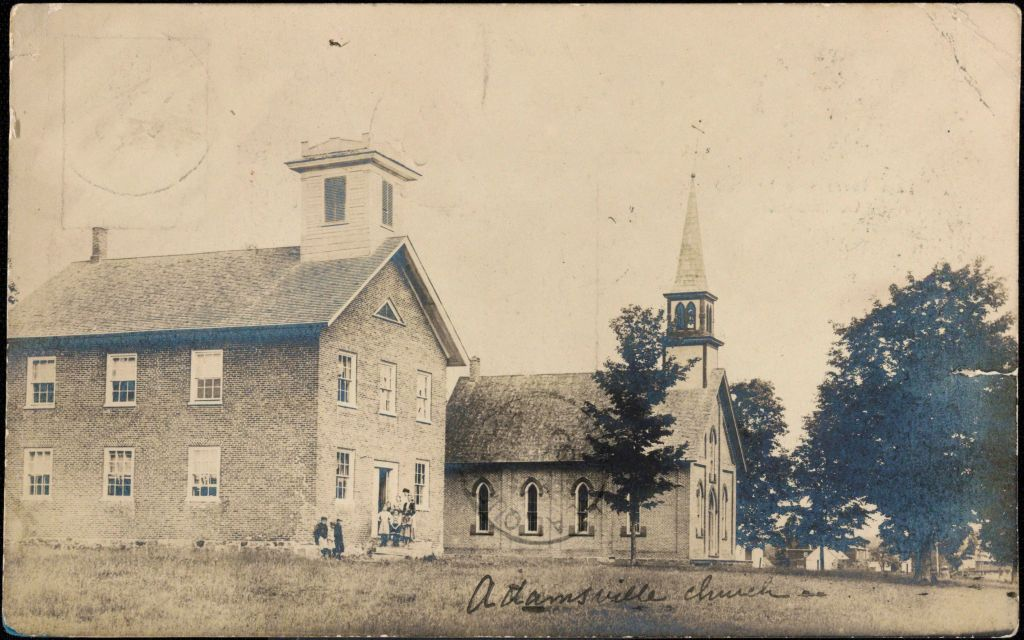
L'école secondaire et l'église anglicane Saint George.

Une première école est construite en 1850. Une academy, une institution d'enseignement secondaire, est fondée quatre ans plus tard et accueille jusqu'à 75 élèves, protestants et catholiques. Elle demeure en opération jusqu'en 1889, lorsqu'elle est convertie en école primaire. L'academy sert de lieu de culte protestant dès son ouverture, jusqu'à la construction de l'église anglicane Saint George sur un terrain adjacent à l'école secondaire en 1871-1875.
La population double entre 1850 et 1870, atteignant 220 habitants au recensement de 1871. De ce nombre, 101 personnes sont d'origine française, 92 sont d'origine anglaise, 19 sont d'origine écossaise, 5 sont d'origine irlandaise, deux sont d'origine allemande et une est d'origine norvégienne.
Une chapelle catholique est construite en 1870-1871. La paroisse Saint-Vincent-Ferrier est érigée canoniquement en 1873. Une église et un presbytère sont construits l'année suivante, à l'emplacement actuel du cimetière catholique. Le clocher est terminé deux ans plus tard.
Une école catholique est ouverte en 1873, puis déménage près de l'église en 1877. Le village compte en tout cinq écoles primaires en 1888.
Vers 1870-1875, Adamsville est un véritable centre industriel et commercial. On compte deux moulins à scie, un moulin à grain, deux tanneries, un forgeron, des cordonniers, un tailleur, un sellier et un ferblantier, un magasin général et un hôtel, en plus d'avoir déjà eu un moulin à carder en opération.
Le chemin de fer Canadien Pacifique rejoint Adamsville en 1888 et une gare d'arrêt sur demande (en) y est construite. Le nœud de communication rudimentaire succède aux diligences ainsi qu'au service télégraphique offert depuis la gare Brigham jusqu'au magasin général de George Adams. Toutefois, la desserte ferroviaire n'aura pas d'effet sur le développement du village, qui connaît alors une désindustrialisation : les moulins à eau sont graduellement abandonnés et les capitaux industriels sont concentrés dans les grandes villes des environs : Granby, Waterloo, Cowansville.
En 1901, la population n'est plus que de 160 habitants. Les Anglais ont peu à peu déserté le noyau villageois ; leurs effectifs ne comptent que pour 20 % de la population. En 1931, on ne compte plus que 7 personnes d'origine britannique à Adamsville, sur une population de 197 habitants.
La première coopérative agricole au Québec est fondée à Adamsville en 1903 par le curé Allaire. Le modèle de mutualisation commerciale permettant l'approvisionnement de la ferme en matériaux et la vente de ses produits fait tache d'huile et une loi les encadrant est adoptée par le Parlement de Québec cinq ans plus tard. Allaire fonde éventuellement la Confédération des sociétés coopératives agricoles, ancêtre de la Coopérative fédérée, devenue Sollio.

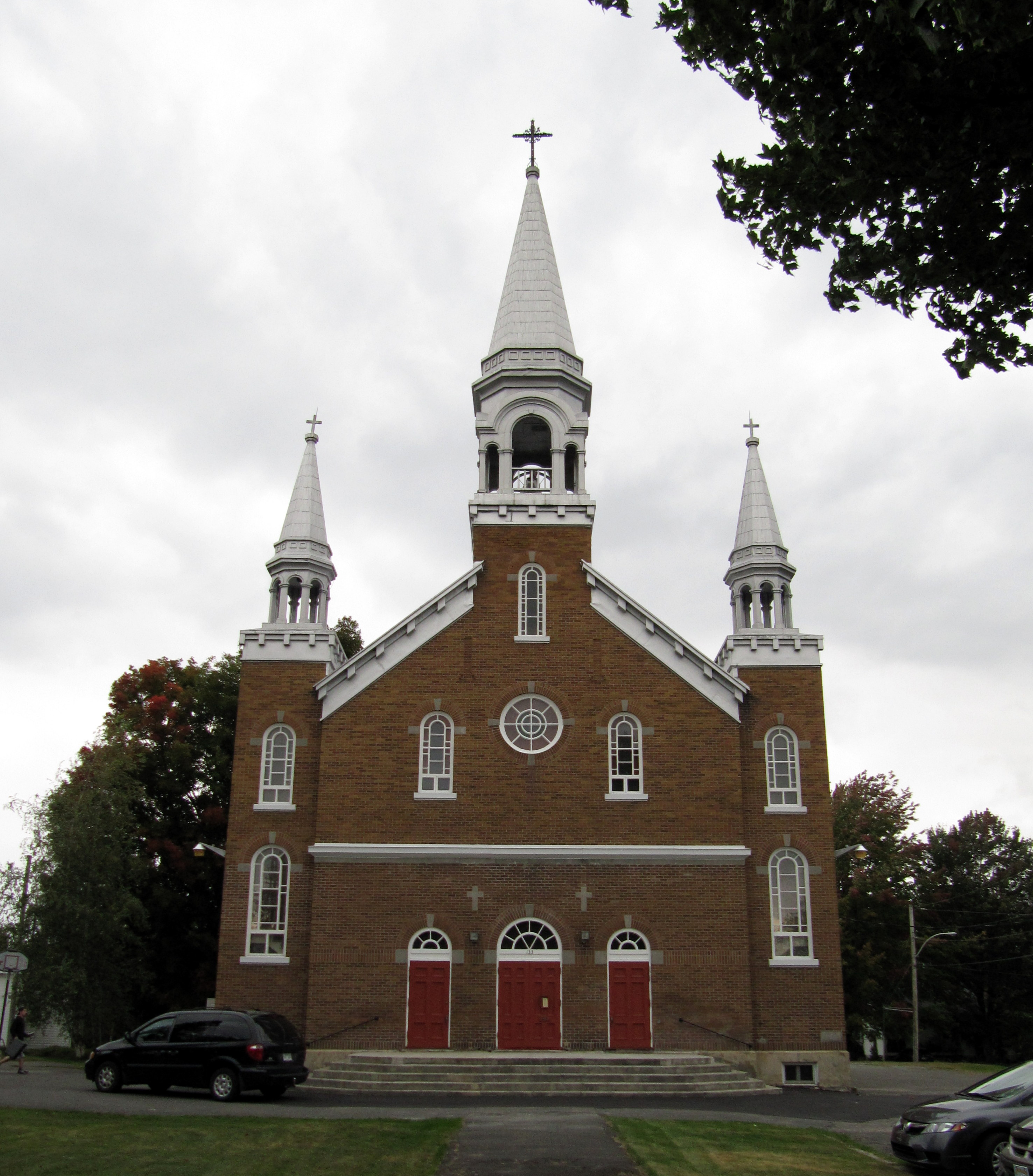
La troisième itération de l'église Saint-Vincent-Ferrier.

L'église catholique est détruite par le feu en 1916. En 1926, une nouvelle église catholique est érigée plus au nord, à son emplacement actuel. Elle est de nouveau détruite par le feu en 1931, puis reconstruite en 1932-1933.
Une municipalité de village est érigée en 1923, détachée de la municipalité du canton de Farnham-Est.
L'église anglicane est mise en vente par le diocèse en 1942 et acquise trois ans plus tard par la corporation municipale, qui en fait son hôtel de ville pendant dix ans. Le bâtiment sert ensuite de quincaillerie, puis de brocante.
En 1973, le territoire de la municipalité du village d'Adamsville est annexé à la ville Bromont,.

## Services

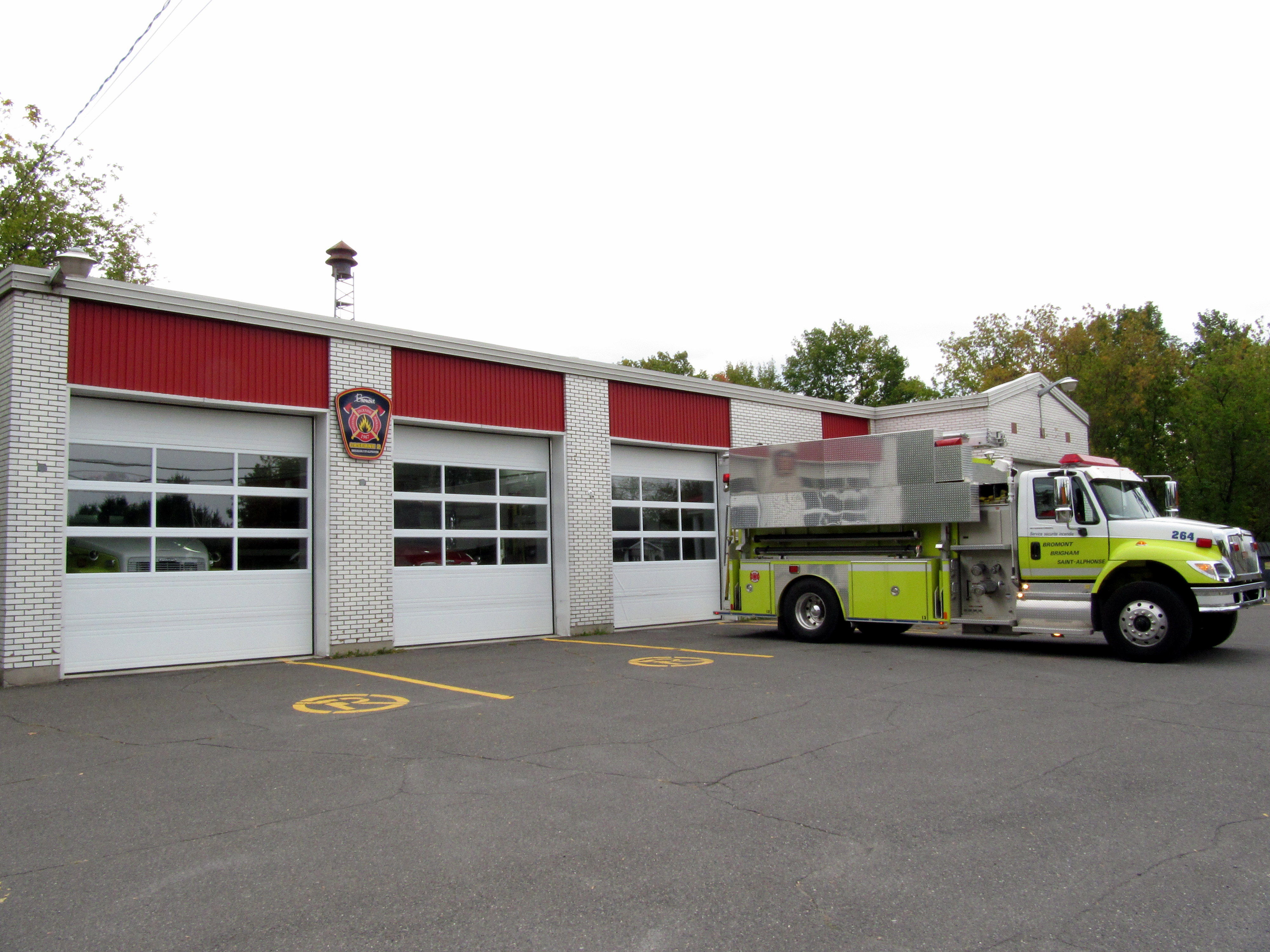
La caserne n° 2 de la ville de Bromont.